# Горрето
Горрето, Ґоррето (італ. Gorreto, ліг. Goreio) — муніципалітет в Італії, у регіоні Лігурія,  метрополійне місто Генуя.
Горрето розташоване на відстані близько 400 км на північний захід від Рима, 36 км на північний схід від Генуї.
Населення — 94 особи (2014).

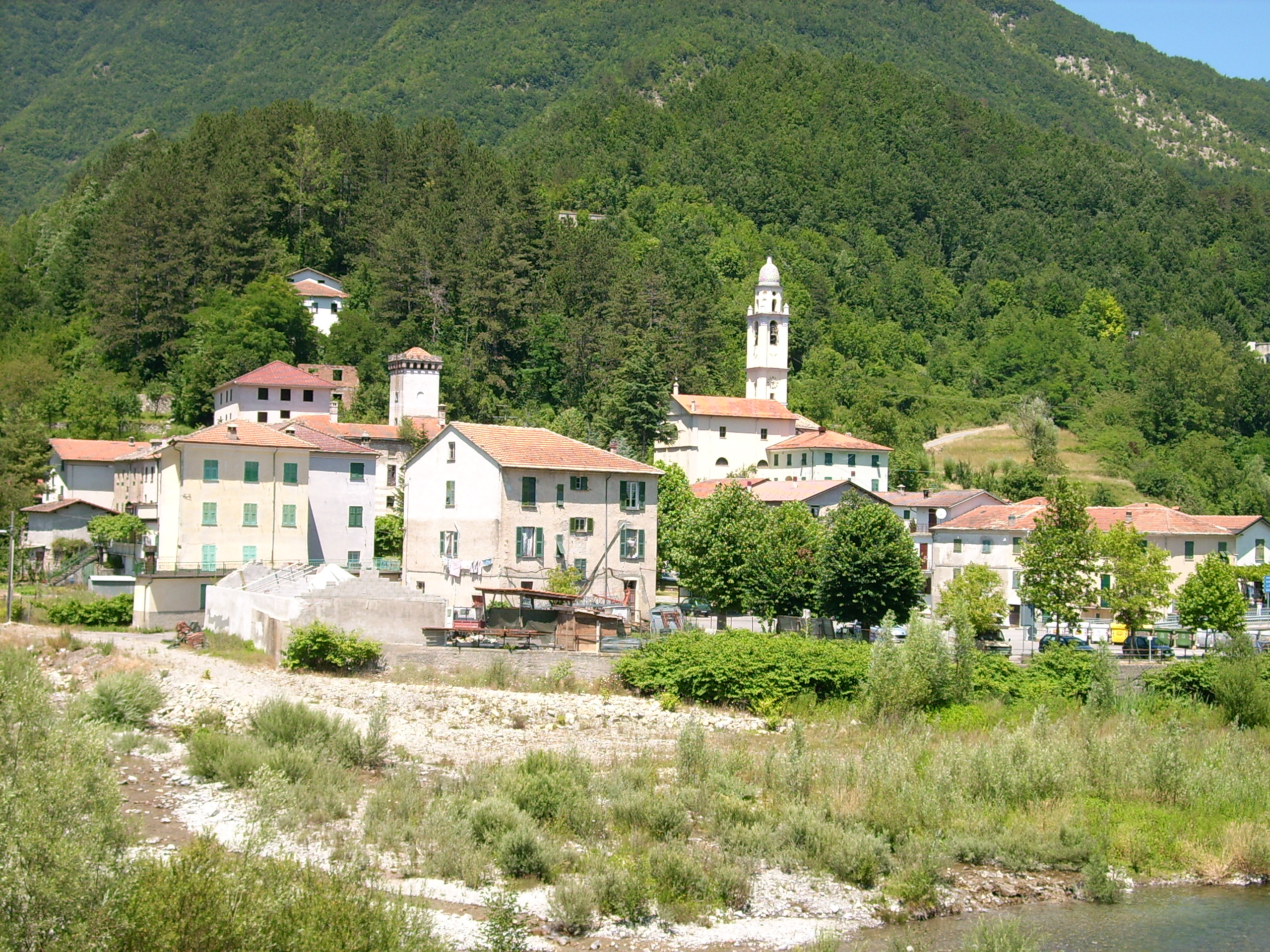

Щорічний фестиваль відбувається першої неділі серпня. Покровитель — san Fermo.

## Демографія
Населення за роками:

Станом на 1 січня 2023 року в муніципалітеті офіційно проживали 4 іноземці з 2 країн, серед них 3 громадяни країн Євросоюзу.

## Сусідні муніципалітети
- Каррега-Лігуре
- Фашія
- Оттоне
- Ровеньо